# 巴特利特 (內布拉斯加州)
巴特利特（英語：Bartlett）是一個位於美國內布拉斯加州惠勒縣的村。根據2010年美國人口普查，該地共人口117人，而該地的面積約為0.37平方千米。同時該地也是惠勒縣的縣治。

## 地理
巴特利特的座標為41°53′06″N 98°33′09″W / 41.88500°N 98.55250°W，而該地的平均海拔高度為663米（即2175英尺）。